# Піддубне (Волноваський район)
Підду́бне — село Комарської сільської громади Волноваського району Донецької області, Україна.

## Загальні відомості
Відстань до Великої Новосілки становить близько 29 км і проходить автошляхом місцевого значення.

## Населення
За даними перепису 2001 року населення села становило 686 осіб, із них 81,34 % зазначили рідною мову українську, 14,58 % — російську, 0,29 % — білоруську та грецьку, 0,15 % — молдовську та болгарську мови.

## Історія
Засновниками Піддубного були селяни з Андріївки-Клевцового, що переселилися сюди у 1920 році.